# والاس تومسون
والاس تومسون (بالإنجليزية: Wallace Thompson)‏ هو سياسي أمريكي، ولد في 1896، وتوفي في 22 يناير 1952. حزبياً، نشط في الحزب الجمهوري.